# Веденин, Александр Дмитриевич
Александр Дмитриевич Веденин (5 декабря 1946 — 30 августа 2022, Сочи, Краснодарский край) — советский фигурист, выступавший в одиночном катании. Двукратный чемпион СССР (1963, 1965), бронзовый призёр лично-командного первенства СССР (1967), бронзовый призёр Кубка СССР (1969).

## Биография
Начал заниматься фигурным катанием на льду московского стадиона «Юных пионеров» под наставничеством Татьяны Толмачёвой. Выступал за спортивное общество «Труд». Получил звание мастера спорта СССР. Окончил Московский авиационный институт имени Орджоникидзе.
По завершении соревновательной карьеры тренировал сборную СССР по фигурному катанию, а в последние годы был консультантом сборной России. Также являлся техническим специалистом и работал тренером за пределами России. В числе его известных учеников — четырёхкратный чемпион Германии Андрей Влащенко, чемпионки Швеции Виктория и Йоши Хельгессон.
Скоропостижно скончался 30 августа 2022 года на 76-м году жизни в Сочи.

## Результаты
| Соревнования/Сезоны             | 1961 | 1962 | 1963 | 1964 | 1965 | 1966 | 1967 |
| ------------------------------- | ---- | ---- | ---- | ---- | ---- | ---- | ---- |
| Чемпионаты СССР                 | 3    | 3    | 1    | 5    | 1    |      | 3    |
| Зимняя Спартакиада народов СССР |      | 3    |      |      |      |      |      |